# Episema cinarescens
Episema cinarescens är en fjärilsart som beskrevs av Charles Oberthür. Episema cinarescens ingår i släktet Episema och familjen nattflyn. Inga underarter finns listade i Catalogue of Life.